# Église Saint-Victor de Polminhac
Pour les articles homonymes, voir église Saint-Victor.
L'église Saint-Victor est une église située en France sur la commune de Polminhac (Cantal), en région Auvergne-Rhône-Alpes.

## Historique
L'église Saint-Victor de Polminhac, d'origine romane, a subi de nombreuses transformations au fil des siècles. Les parties les plus anciennes, le chœur et le clocher, datent de la fin du XIIe ou du début du XIIIe siècle. En 1421, le chevet fut surélevé et voûté en ogives. Des chapelles latérales furent ajoutées aux XVe et XVIe siècles, tout comme la façade ouest, reprise à la fin du XVIe siècle. Le XIXe siècle a vu l’agrandissement de la sacristie et l’ajout de décorations intérieures, dont des vitraux créés par Borie du Puy. La dernière réfection importante a eu lieu en 1952, suivie de l’installation d’une tribune dans les années 1960. Un vitrail dédié à Saint-Jacques de Berthieu, natif de Polminhac, a été ajouté récemment,.

### Protection
L'église est inscrite au titre des monuments historiques par arrêté du 13 septembre 2019, tandis que sa façade occidentale et son chevet sont inscrits par arrêté du 1er juin 1927.

## Description
L’église Saint-Victor est construite en tuf volcanique et brèche andésitique. Sa façade ouest présente un portail orné, surmonté d’un clocher-mur à quatre ouïes. La nef à vaisseau unique, couverte d’une voûte en plâtre, est bordée de six chapelles latérales. Le chœur, à chevet polygonal, est voûté d’ogives et possède une clef de voûte datée de 1431. À l’intérieur, les chapelles latérales sont couvertes de voûtes en berceau et en ogives, tandis que des modillons sculptés décorent les corniches.